# Robin Williams
Robin McLaurin Williams (n. 21 iulie 1951, Chicago, Illinois, SUA – d. 11 august 2014, Tiburon⁠(d), California, SUA) a fost un comic și actor american. A devenit celebru datorită rolului Mork din Mork și Mindy, iar mai târziu a făcut comedie pe scenă și a jucat în multe filme începând cu 1980.
Williams a fost onorat în 1998 cu Premiul Oscar pentru cel mai bun actor în rol secundar pentru rolul din Good Will Hunting. A mai fost nominalizat la Premiul Oscar pentru cel mai bun actor în 1988, cu rolul interpretat în Bună dimineața, Vietnam!, în 1990 pentru rolul din Cercul poeților dispăruți, iar în 1992 pentru cel din Regele pescar.
A câștigat și trei premii Globul de Aur, două premii Screen Actors Guild și trei premii Grammy.

## Biografie
Williams s-a născut în data de 21 iulie 1951 la Chicago, Illinois. Tatăl său era Robert Fitzgerald Williams (n. 10 septembrie 1906 – d. 18 octombrie 1987) și a fost director regional al companiei Lincoln-Mercury Motorship. Mama lui era Laura McLaurin (născută Smith, n. 1922 – d. 2001 în orașul Jackson din Mississippi). Williams a fost de religie episcopală, deși mama lui era adeptă a mișcării Christian Science. Avea doi frați vitregi, Todd, care a murit la 4 august 2007 și McLaurin.
El a crescut în Bloomfield Hills, unde a studiat la școala din Detroit și la școala din orașul Marin County, unde a frecventat liceul de stat Liceul Redwood.
Williams spunea despre sine că era un copil liniștit și că prima oară a început să o imite pe bunica lui spre amuzamentul mamei sale. A reușit să își învingă timiditatea când s-a implicat în grupul de teatru al liceului.
În anul 1973, el a fost unul din cei 20 de elevi acceptați pentru a urma cursuri la școala conservatoare de artă Juillard School din orașul New York. Aceasta este o binecunoscută școală conservatoare de artă, cu admitere severă.  Cu programul pentru avansați, el și Christopher Reeve își continuă studiile sub îndrumarea regizorului John Houseman (n. 22 septembrie 1902 - d. 31 octombrie 1988) și le finalizează în 1976.

## Cariera în televiziune

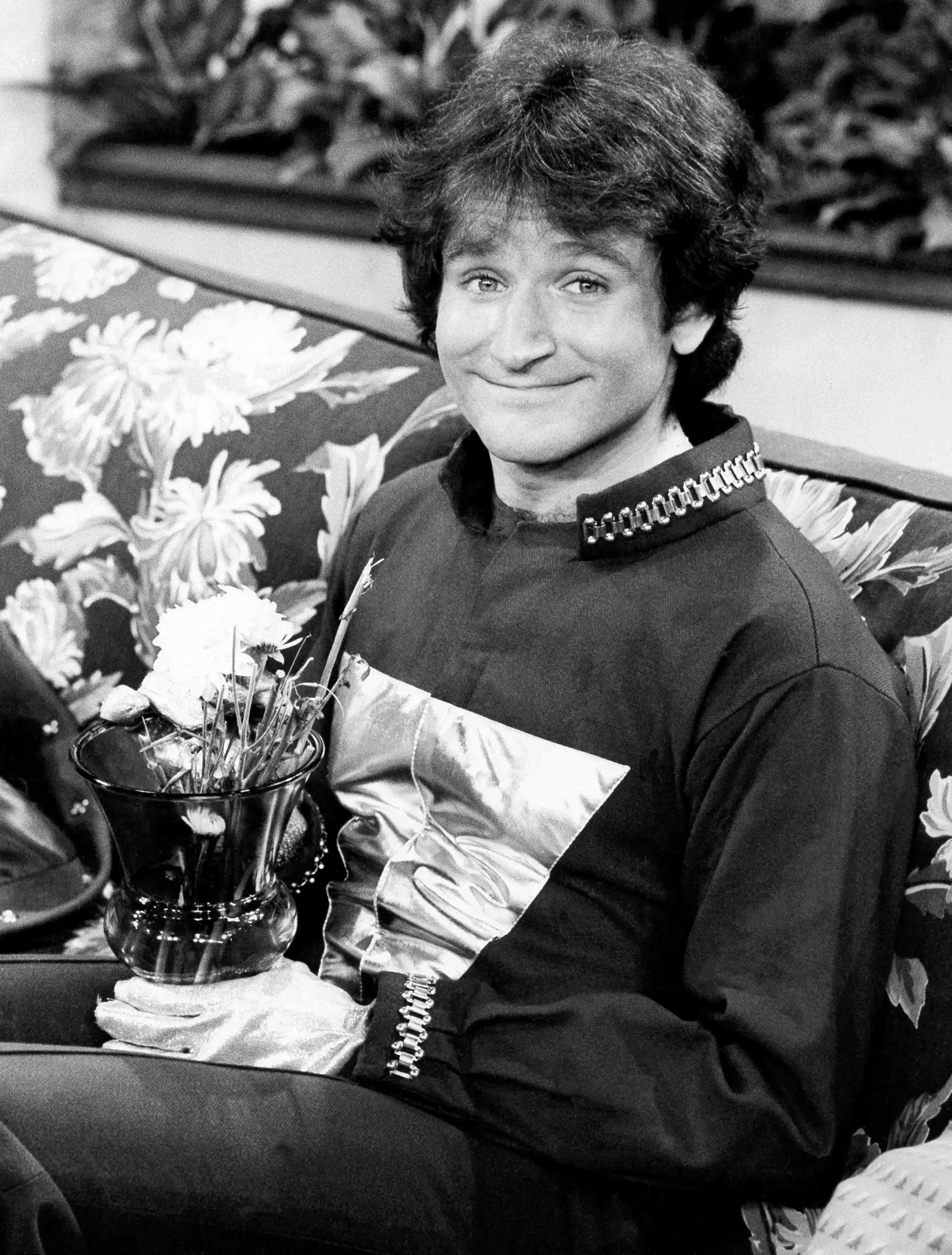
Robin Williams ca Mork în serialul Mork & Mindy, marca ABC Television (1978)

După ce a făcut parte din distribuția emisiunii The Richard Pryor Show de pe NBC, Williams a primit rolul extraterestrului Mork într-un episod din 1978 al serialului Happy Days. L-a impresionat pe producătorul acesteia cu un simț al umorului imprevizibil și original. Când a fost rugat să ia loc pentru audiție, el a stat în cap. În rolul lui Mork, Williams improviza o mare parte din dialog. Personajul său a devenit atât de popular, încât i s-a dedicat propriul sitcom, Mork & Mindy, difuzat între anii 1978 și 1982. Mork a fost un personaj foarte popular. S-au pus în vânzare postere cu el, cărți de colorat și alte produse, iar Williams a apărut la 12 martie 1979 pe coperta revistei Time.

## Activitatea cinematografică
Primul film în care a apărut a fost comedia Can I Do It 'Till I Need Glasses? din 1977. Rolul din Good Morning, Vietnam (1987) i-a adus lui Williams o nominalizare la Premiul Oscar pentru cel mai bun actor. A mai fost nominalizat la Premiile Oscar pentru rolul profesorului de engleză din Dead Poets Society (1989), și pentru vagabondul din The Fisher King (1991). În 1997, a primit primul și singurul premiu Oscar pentru rolul psihologului din Good Will Hunting.

## Viața privată

### Căsătorii și copii
La 4 iunie 1978, Williams s-a căsătorit cu prima lui soție Valerie Velardi. S-au întâlnit în 1976 pe când lucra ca barman la un bar din San Francisco. Fiul lor Zachary Pym s-a născut în 1983.  Velardi și Williams au divorțat în 1988.
Deși s-a raportat că Williams a început o aventură cu bona lui Zachary, Marsha Garces, în 1986, Velardi a declarat în documentarul din 2018 Robin Williams: Come Inside My Mind că relația cu Garces a început după despărțirea celor doi.
Pe 30 aprilie1989, Williams se căsătorește cu Marsha Garces, cea care fusese dădaca fiului lui, Zachary. Ei au avut împreună doi copii Zelda Rae Williams (născută în 1989) și Cody Alan Williams (născut în 1991). În martie 2008, Garces a intentat divorț motivând că între ei sunt diferențe ireconciliabile. Divorțul lor a fost finalizat în 2010.
Williams s-a căsătorit cu Susan Schneider pe 22 octombrie 2011 în  St. Helena, California.

### Dependența de droguri și problemele de sănătate
La sfârșitul anilor '70, Williams a fost dependent de cocaină.
Pe 4 martie 2009 a fost internat din cauza problemelor de inimă. Pe 13 martie 2009 a suferit o operație pe cord deschis la Clinca Cleveland, când i-a fost înlocuită valvă aortică.

### Alte probleme de sănătate
În martie 2009, a fost internat din cauza unor probleme cardiace. În acel an și-a amânat turneul pentru o intervenție chirurgicală de înlocuire a valvei aortice, repararea valvei mitrale și corectarea bătăilor neregulate ale inimii.
Publicista sa, Mara Buxbaum, a comentat că, înainte să moară, Williams  suferea  de depresie severă. Soția sa, Susan Schneider, a declarat că în perioada de dinaintea morții sale, Williams nu a băut, dar a fost diagnosticat cu boala Parkinson în stadiu incipient, iar aceasta era o informație pe care „nu era încă pregătit să o împărtășească în mod public”. Autopsia a arătat că Williams avea corpuri Lewy difuze (care fuseseră diagnosticate greșit ca fiind Parkinson) și acest lucru ar fi putut contribui la depresia lui.
Într-un eseu publicat în revista Neurology la doi ani după moartea sa, Susan Schneider a dezvăluit că patologia bolii cu corp Lewy de care suferea Williams a fost descrisă de mai mulți medici ca având o patologie gravă. Primele simptome ale bolii au început din octombrie 2013. Starea inițială a lui Williams a inclus o creștere bruscă și prelungită a fricii și anxietății, a stresului și a insomniei, care s-au înrăutățit ca severitate și puteau include pierderea memoriei, paranoia și delir. Potrivit lui Schneider, „Robin își pierdea mințile și era conștient de asta . . . A continuat să spună: „Vreau doar să-mi repornesc creierul.'"

## Deces
Williams a fost găsit mort în casa sa din Paradise Cay, California, pe 11 august 2014. Raportul final de autopsie, lansat în noiembrie 2014, a concluzionat că moartea lui Williams a fost o sinucidere rezultată din „ asfixie datorată spânzurării”. Nu au fost implicate nici alcool, nici droguri ilegale, iar medicamentele eliberate pe bază de rețetă prezente în corpul său erau la nivel terapeutic. Raportul a mai menționat că Williams avea depresie și anxietate.  O examinare a țesutului său cerebral a sugerat că Williams avea „demență difuză cu corp Lewy”. Descriind boala ca fiind „teroristul din creierul soțului meu”, văduva sa Susan Schneider Williams a spus că „oricum ai privi, prezența corpurilor Lewy i-a luat viața”, referindu-se la diagnosticul său anterior de Parkinson.  Ea a dezvăluit, de asemenea, că în anul înainte de moartea lui, Williams a experimentat o creștere bruscă și prelungită a fricii și anxietății, depresiei și insomniei, care s-au agravat ca severitate, incluzând pierderea memoriei, paranoia și iluzii. Ea a remarcat „cum noi, ca cultură, nu avem vocabularul necesar pentru a discuta despre bolile creierului în felul în care facem despre depresie. Depresia este un simptom al LBD și nu este vorba despre psihologie – este înrădăcinată în neurologie. Creierul lui se prăbuși.”  Experții medicali s-au străduit să determine o cauză și, în cele din urmă, l-au diagnosticat cu boala Parkinson. 
Trupul lui Williams a fost incinerat la Capela Monte the Hills din San Anselmo, iar cenușa lui a fost împrăștiată în golful San Francisco pe 21 august 2014.

## Moștenire

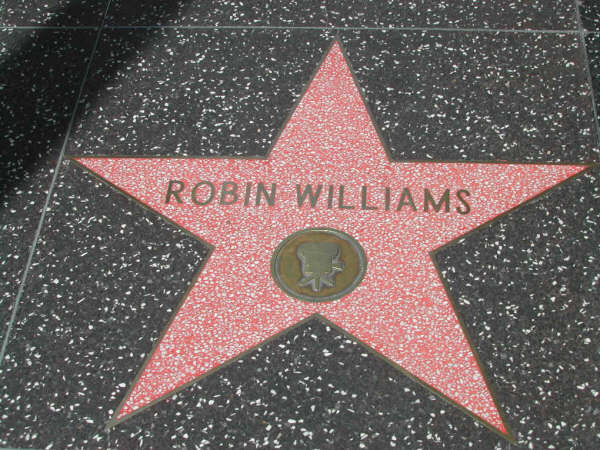
Steaua de pe Hollywood Walk of Fame

Deși Williams a fost recunoscut mai întâi ca stand-up comedian și vedetă de televiziune, mai târziu a devenit cunoscut pentru că a jucat în roluri de filme cu substanță și dramă. El a fost considerat o „comoară națională” de mulți din industria divertismentului și de public.
Energia lui pe scenă și abilitatea sa de improvizație au devenit un model pentru o nouă generație de comedianți. Mulți actori de comedie au apreciat modul în care a abordat probleme extrem de personale în rutinele sale de comedie, în special onestitatea lui în legătură cu dependența de droguri și alcool sau depresia. Potrivit specialistului în mass-media Derek A. Burrill, din cauza deschiderii cu care Williams a vorbit despre propria sa viață, „probabil cea mai importantă contribuție pe care a adus-o culturii pop, în atâtea medii diferite, a fost persoana lui Robin Williams”. 

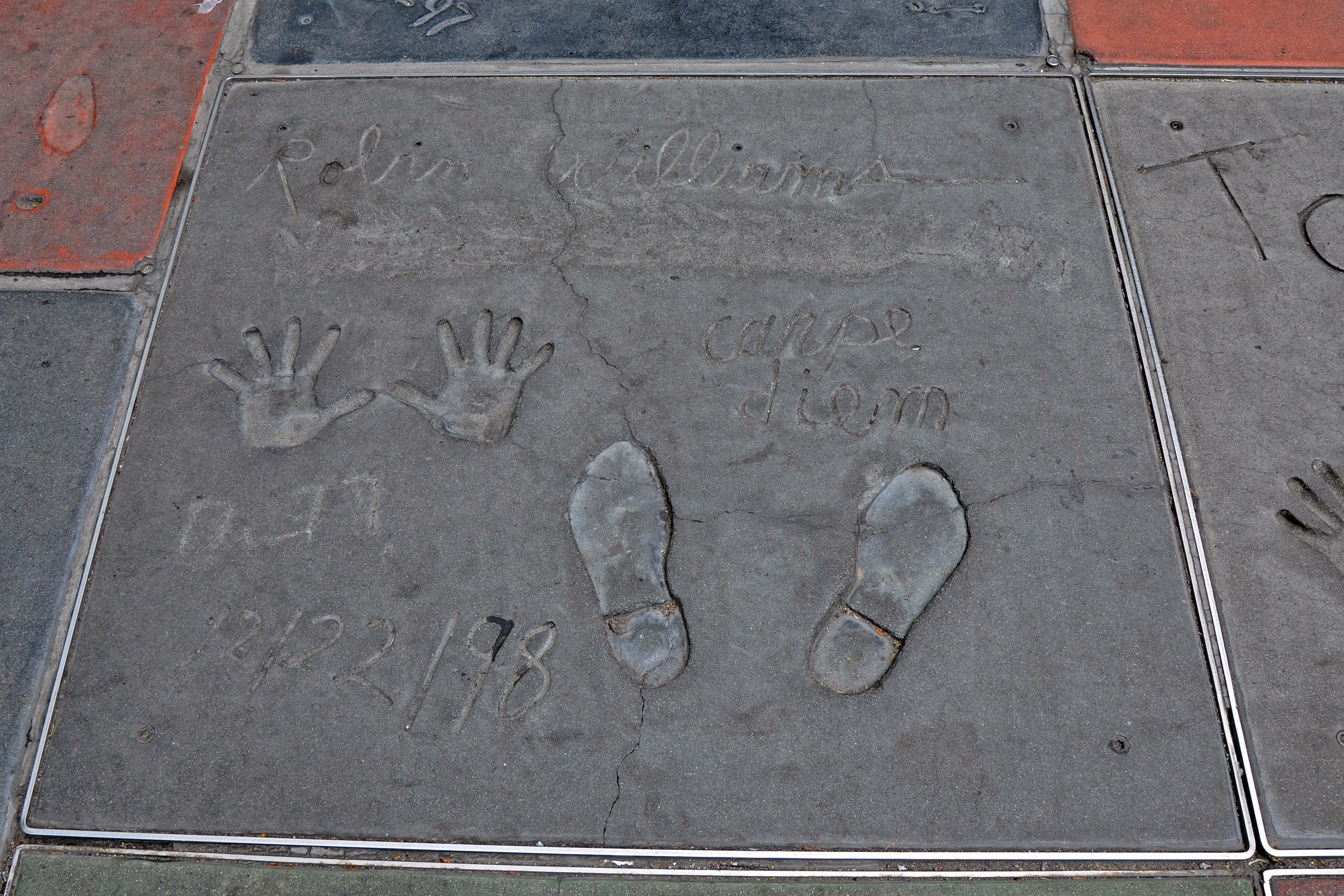
Printurile lui Williams la Teatrul cninezesc Grauman

Williams și-a creat un personaj de comedie cu formă liberă atât de larg și unic, încât noi comedianți, precum Jim Carrey, l-au impresionat, deschizând calea pentru scena de comedie în creștere care s-a dezvoltat în San Francisco. Tinerii comedianți s-au simțit mai liberi pe scenă urmărindu-i personajele care acopereau spontan o gamă variată: „un moment acționa ca un copil strălucitor și răutăcios, apoi ca un filosof înțelept sau un extraterestru din spațiul cosmic”. Potrivit lui Judd Apatow, stilul de improvizație rapid al interpretului eclectic a fost o inspirație, precum și o influență pentru alți comedianți, dar talentul său era atât de neobișnuit încât nimeni altcineva nu putea încerca să-l copieze.
Personajele sale cinematografice au influențat alți actori, atât din industria cinematografică, cât și din afara acesteia. Regizorul Chris Columbus, care a regizat filmul Mrs. Doubtfire, spune că a-l urmări lucrând „a fost un privilegiu magic și special. Spectacolele lui nu semănau cu nimic altceva văzut de vreunul dintre noi, veneau dintr-un loc spiritual și de altă lume.” Privind cea mai mare parte a filmografiei sale, Alyssa Rosenberg de la The Washington Post a fost „surprinsă de amploarea” și diversitatea radicală a majorității rolurilor sale, scriind că „Williams ne-a ajutat să creștem”.

## Premii și nominalizări
De-a lungul carierei sale, Williams a câștigat numeroase premii, inclusiv un premiu Oscar pentru cel mai bun actor în rol secundar pentru rolul din Good Will Hunting (1997). A câștigat, de asemenea, șase premii Globul de Aur, inclusiv cel mai bun actor în film muzical sau comedie pentru rolurile din Good Morning, Vietnam (1987), The Fisher King (1991) și Mrs. Doubtfire (1993), împreună cu Premiul Special Globul de Aur pentru lucrare vocală într-un film pentru rolul său Genie din Aladdin (1992) și premiul Cecil B. DeMille în 2005. De asemenea, a primit două premii Primetime Emmy, două premii Screen Actors Guild și cinci premii Grammy.

## Discografie
- Reality...What a Concept (1979)
- Throbbing Python of Love (1983)
- A Night at the Met (1986)
- Pecos Bill (1988)
- Live 2002 (2002)
- Weapons of Self Destruction (2010)